# Kristina Baran
Kristina Baran (* 1967 in Berlin) ist eine deutsche Opernsängerin (Sopran).

## Leben
Kristina Baran besuchte von 1973 bis 1978 die Musikschulen in Pankow und am Prenzlauer Berg. Dort wurde sie in den Fächern Violine, Klavier und Gesang ausgebildet. Von 1983 bis 1988 studierte sie an der Hochschule für Musik „Hanns Eisler“ Gesang bei Elisabeth Fritzsche. Zusätzlich absolvierte sie weitere Gesangsstudien u. a. bei Sonja Borowski-Tudor und den Kammersängerinnen Carola Nossek, Brigitte Eisenfeld und Magda Nádor.
Nach Abschluss ihres Gesangsstudiums wurde sie 1988 als 1. Chorsopranistin an das Anhaltische Theater Dessau engagiert. 1995 bis 1997 ging sie als 1. Chorsopranistin an das Niedersächsische Staatstheater in Hannover. 1998 kehrte sie an das Anhaltische Theater Dessau zurück, wo sie noch heute als 1. Chorsopranistin und in vielen Einzelrollen zu sehen ist.

## Partien
- Tebaldo (Don Carlos)
- Barbarina (Die Hochzeit des Figaro)
- 1. Knabe (Die Zauberflöte)
- Hannerle (Schwarzwaldmädel)
- Papagena (Papageno spielt auf der Zauberflöte)
- Hirtenmädchen (Das Kind und der Zauberspuk)
- Ida (Die Fledermaus)
- Marietta (Gasparone)
- Chava (Anatevka)
- Jano (Jenufa)
- Minnie Fay (Hello, Dolly!)
- Köchin (Feuerwerk)
- Esmeralda (Die verkaufte Braut)
- Ciboletta (Eine Nacht in Venedig)
- Claire (On the town)
- 1. Elfe (Rusalka)
- Éponine (Les Misérables)
- Hexe des Westens (Der Zauberer von Oz)
- Anna/Venus (Frau Luna)
- Jente/Fruma Sara (Anatevka)
- Jenny (Street Scene)
- Fanchette (Die Verlobung bei der Laterne)
- Rosine (Ein Ehemann vor der Tür)
- Ilka (Gräfin Mariza)
- Leutnant Brown (Happy End)
- Mi (Das Land des Lächelns)
- Lady Battersby (Me and My Girl)
- 2. Dame (Die Zauberflöte)
- Klara (Heidi – Das Musical)
- 1. Hexe (Dido und Aeneas)
- Tuptim (The King and I)
- Blumenmädchen (Parsifal)